# Óscar Berger
Óscar José Rafael Berger Perdomo (Ciudad de Guatemala; 11 de agosto de 1946) es un abogado, notario, político y empresario guatemalteco, que se desempeñó como presidente de Guatemala desde el 14 de enero de 2004 hasta el 14 de enero de 2008, tras ganar las elecciones celebradas en el mes de noviembre de 2003. Tomó posesión del cargo el 14 de enero de 2004 para reemplazar en la jefatura del Estado al líder del conservador Frente Republicano Guatemalteco (FRG), Alfonso Portillo.
Fue alcalde de la Ciudad de Guatemala durante el período de 15 de enero de 1991 al 30 de junio de 1999.

## Antecedentes de la familia Berger en Guatemala
En 1844, el distrito de Santo Tomás de Castilla en Izabal fue colonizado por la Comunidad de la Unión, patrocinada por la Compañía Belga de Colonización; el gobierno del Estado de Guatemala, dirigido por Rafael Carrera, había concedido el distrito de Santo Tomás a dicha compañía por medio del decreto de la Asamblea Constituyente de Guatemala el 4 de mayo de 1843.

## Biografía
Óscar Berger Perdomo nacido el 11 de agosto de 1946 en Ciudad de Guatemala, criado en una familia de ascendencia belga, descendiente de los primeros colonos belgas que se establecieron en Izabal en 1844. Su familia ha tenido intereses en las industrias del café, la ganadería y el azúcar desde ese tiempo.  Berger Perdomo es el único hijo varón de su familia y cursó estudios de bachillerato en el Liceo Javier y se graduó como abogado y notario en la Universidad Rafael Landívar. Berger es apodado El Conejo desde los años escolares por la protuberancia de sus dientes y la manera en que sus orejas sobresalían del casco de béisbol, deporte al que es muy aficionado.

## Alcalde de la Ciudad de Guatemala (1991-1999)
En las aulas universitarias entabló relación con Álvaro Arzú con el cual fundaron el entonces comité cívico PAN, que luego se convertiría en partido político. Con el apoyo de Arzú, Berger ganó una concejalía en el Concejo Municipal de la Ciudad de Guatemala, de la cual tomó posesión el 15 de enero de 1986. Luego formó parte de diferentes comisiones municipales como las de Deportes, de Abastos y Salud Pública, Agricultura, Ganadería y Alimentación, y Asuntos Específicos de la Empresa Municipal de Agua (EMPAGUA), además de dirigir el Club Social y Deportivo Municipal, uno de los clubes más populares en ese país centroamericano. El lunes 15 de mayo de 1989, Berger y Arzú inscribieron el Partido de Avanzada Nacional (PAN); convertido en la mano derecha de Arzú, Berger fue candidato a alcalde de la ciudad de Guatemala en las elecciones del 11 de noviembre de 1990, las cuales ganó para tomar posesión el 15 de enero de 1991.
Sin embargo, la sucesión de Vinicio Cerezo no se resolvió de forma favorable a los intereses del PAN y el vencedor de la contienda fue el líder de la formación de centro-derecha MAS, Jorge Serrano. Óscar Berger en la batalla municipal y el 15 de enero de 1991 juró como nuevo alcalde de Ciudad de Guatemala; cargo para el que resultó reelegido en los comicios de noviembre de 1995. Ese PAN fue la formación más votada en las legislativas y se convirtió en la primera fuerza política del Congreso y, por otro, Álvaro Arzú, logró el respaldo popular necesario para optar a la segunda vuelta de las presidenciales, que finalmente se celebraron el 7 de enero de 1996 y en las que derrotó al nuevo líder del Frente Republicano Guatemalteco (FRG), Alfonso Portillo. En los comicios del 12 de noviembre de 1995 lo reeligieron para un segundo período, pero antes de finalizar su período edil, el 27 de junio de 1999 la convención del PAN lo nominó como candidato presidencial.

## Candidatura presidencial

### Candidatura de 1999
Durante el mandato presidencial de Arzú, Óscar Berger manifestó su interés por convertirse en su sucesor y el 27 de junio de 1999 el partido oficializó su candidatura a la presidencia de la República. Tres días después abandonó sus quehaceres municipales para dedicarse por completo a la campaña por la más alta magistratura del país, con un programa centrado en tres promesas clave: la lucha contra la pobreza, el incremento de los salarios y la mano dura contra el crimen organizado. Pese a ello, el discurso populista de Alfonso Portillo obtuvo un calado mayor en la sociedad Guatemalteca y, en las consultas electorales de noviembre y diciembre, el partido del exdictador Ríos Montt logró la victoria abrumadora. La derrota de Berger, se consideró en ese momento un voto de castigo a la prepotencia del entonces gobernante, Álvaro Arzú Irigoyen, y a la manera dudosa en que se privatizaron las empresas del Estado durante el gobierno de este.
Tras el fracaso electoral, Berger anunció su retirada de la política activa y el regreso al sector privado para ocuparse de sus negocios. El castigo en las urnas también tuvo consecuencias negativas en el seno del partido que, en los años siguientes, sufrió la escisión de una amplia facción que fue rebautizada con el nombre de Partido Unionista y en la que se ubicaron históricos como Arzú. Pese a la crisis interna, el PAN tuvo suficiente capacidad de reacción para aprovechar la creciente impopularidad del Ejecutivo del Frente, marcado por los escándalos de corrupción, la incapacidad de gestión y los abusos de poder, y postularse de nuevo como alternativa de gobierno. Berger rompe relación con Arzú por acusarlo de hacer un mal gobierno y lo culpa de su derrota contra el partido F.R.G.

### Candidatura de 2003
En la primavera de 2002, Berger regresó a la arena política para liderar este nuevo asalto del PAN. Triunfó con holgura en las primarias del partido pero de nuevo las luchas intestinas frustraron el cierre de filas en torno a la candidatura única. Óscar Berger optó entonces por buscar apoyos fuera del partido y constituir una plataforma presidencial autónoma y a medida. De este modo, en abril de 2003 nació la Gran Alianza Nacional (GANA); una coalición electoral conservadora integrada por el Partido Patriota (PP), el Movimiento Reformador (MR) y el Partido Solidaridad Nacional (PSN), Berger se colocó bajo sus siglas como candidato a la presidencia. Antes de acabar el mes, el PAN anunció la expulsión de Berger por aceptar el liderazgo de otra lista electoral. Animado por los sondeos que le concedían clara condición de favorito, Berger se convirtió oficialmente en candidato de GANA a los comicios presidenciales el 27 de julio de 2003.
El inicio de la campaña estuvo marcado por la insólita inscripción de Efraín Ríos Montt como candidato presidencial -pese a la prohibición constitucional- y las extorsiones y los asesinatos de destacados dirigentes políticos, aunque, finalmente, el electorado volvió la espalda al exdictador y el reparto del voto popular se dirimió entre Berger y el ingeniero Álvaro Colom, líder de la progresista Unidad Nacional de la Esperanza (UNE). Con un ambicioso programa de reformas políticas, económicas y sociales y el respaldo explícito de los oligarcas del campo y los empresarios de la capital, Berger se proclamó vencedor de la primera vuelta electoral, celebrada el 9 de noviembre, con algo más del 34% de los votos; ocho puntos por delante de Colom, su directo rival. 
Fue elegido presidente de Guatemala en segunda vuelta a finales de diciembre de 2003; computado el 100% de los votos, Berger alcanzó el cincuenta y cuatro por ciento de los votos, contra el cuarenta y siete de su oponente, Álvaro Colom, quien rechazó una invitación de Berger a participar en el Gobierno. Berger fue recibido por una multitud en la sede partidaria, adonde llegó caminando desde su residencia, ubicada a unos trescientos cincuenta metros.  De los 158 escaños del congreso de la República, Berger obtuvo cuarenta y siete, mientras que el partido de Ríos Montt obtuvo cuarenta y tres diputados y el partido de Colom treinta y dos.

## Presidencia (2004-2008)

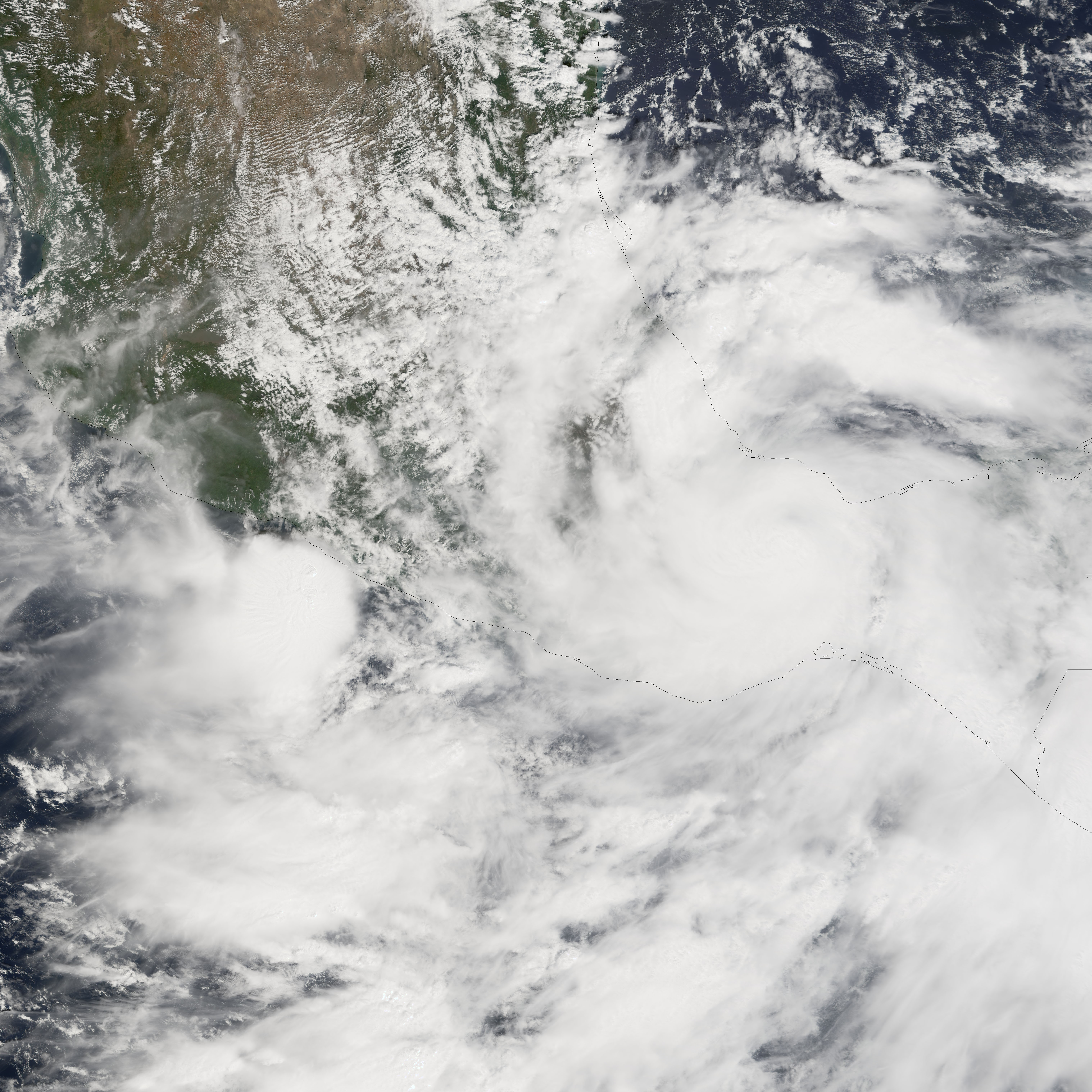
Imagen satelital del Huracán Stan tomada el 4 de octubre de 2005, poco antes de tocar tierra en Centroamérica.

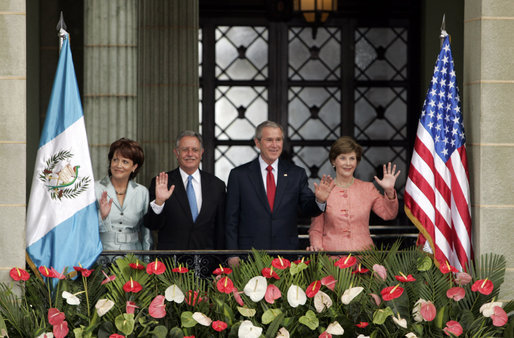
Visita del presidente estadounidense George W. Bush a Guatemala el 12 de marzo de 2007. De izquierda a derecha: Wendy de Berger, primera dama de Guatemala, presidente Berger, presidente Bush y Laura Bush, primera dama de los Estados Unidos.

Recibió la banda presidencial el 14 de enero de 2004 y tomó posesión para un mandato cuatrienal con un discurso inaugural en el que prometió un trabajo continuado de su Ejecutivo para fortalecer las instituciones del Estado de Derecho y luchar contra la impunidad de los corruptos y los violentos. Al inicio de su gobierno se inició una persecución en contra de exfuncionarios del régimen de Alfonso Portillo, la cual levantó una alta expectativa de que el gobierno desmantelaría la estructura corrupta del Estado pero como esa reforma no se emprendió, al cabo de pocos meses el nivel de aceptación del mandatario entre el público se desplomó.
En octubre de 2005, Guatemala sufrió uno de los peores desastres naturales de su historia. El paso por Centroamérica del huracán Stan, cuyas consecuencias serían aún más virulentas que las producidas años atrás por el Mitch, sembró el caos en el país, ocasionando centenares de víctimas mortales y de desaparecidos, así como una incalculable cifra de damnificados. Tal fue el grado de destrucción generado, que Berger declaró el «estado de calamidad pública».
Durante su gobierno se realizaron obras importantes como la construcción de varias autopistas de Guatemala y la remodelación del Aeropuerto Internacional La Aurora. pero también ocurrieron serios hechos que descubrieron el grado de corrupción de varios de sus funcionarios: el Caso PARLACEN,
 el Caso de la toma de la cárcel de Pavón, la quiebra de los bancos del Café y de Comercio y el robo millonario en el Aeropuerto La Aurora.
El 12 de diciembre de 2006, las Naciones Unidas y el Gobierno de Guatemala firmaron el Acuerdo relativo a la creación de una Comisión Internacional Contra la Impunidad en Guatemala (CICIG), la cual, tras la aprobación de la Corte de Constitucionalidad en mayo de 2007, fue ratificado posteriormente por el Congreso de la República el 1 de agosto de 2007. Surgió así la CICIG como un órgano independiente de carácter internacional, cuya finalidad es apoyar al Ministerio Público, la Policía Nacional Civil y a otras instituciones del Estado tanto en la investigación de los delitos cometidos por integrantes de los cuerpos ilegales de seguridad y aparatos clandestinos de seguridad, como en general en las acciones que tiendan al desmantelamiento de estos grupos.

### Sucesión
Entregó la banda presidencial el 14 de enero de 2008 a su sucesor, Álvaro Colom de la Unidad de la Esperanza (UNE). El Gobierno de su sucesor Álvaro Colom le acusó de haber dejado una deuda flotante de más de 4 mil millones de quetzales y se investiga si ese extremo es cierto.

## Después de la presidencia
Tras dejar el poder se dedicó a la administración de sus empresas teniendo como sede la zona 14 con Grupo Desarrollador de Proyectos G.D.P y Fuelcheck entre otras.

### Captura de exmiembros de su ministerio de Gobernación
En agosto de 2010, cinco suboficiales de la Guardia Civil española y tres inspectores del Cuerpo Nacional de Policía españoles desarticularon en Guatemala la antigua cúpula de Gobernación, a quienes se acusó de asesinatos, secuestros y blanqueo de dinero. Guatemala había ordenado la busca internacional y captura e ingreso en prisión de, al menos, dieciocho altos funcionarios de la Policía Nacional Civil (PNC) y del exministro de Gobernación, Carlos Vielmann, el ex director general de la PNC, Erwin Sperisen, al subjefe, Javier Figueroa, y al exjefe de la División de Investigación de la Policía Nacional, Víctor Hugo Soto Diéguez. Las pesquisas de los investigadores españoles apuntaban a la posibilidad de que alguno de los agentes guatemaltecos habría intervenido en la ejecución de cientos de personas. Por su parte, no se citó al expresidente Óscar Berger.
Las órdenes de captura fueron dictadas ahora por el Juzgado de Alto Riesgo guatemalteco tras más de dos años de trabajo de los oficiales españoles –entre los años 2008-2010–, a petición de la Comisión Internacional Contra la Impunidad en Guatemala (CICIG).

## Lectura recomendada
- Figueroa, Javier (2007). «Carta abierta al Presidente de Guatemala Oscar Berger Perdomo». Derechos.org. Archivado desde el original el 6 de septiembre de 2008.

| Predecesor: Alfonso Portillo | Presidente de Guatemala 14 de enero de 2004 - 14 de enero de 2008           | Sucesor: Álvaro Colom Caballeros |
| Predecesor: Álvaro Arzú      | Alcalde de la Ciudad de Guatemala 15 de enero de 1991 - 30 de junio de 1999 | Sucesor: Fritz García-Gallont    |

- Datos: Q293194
- Multimedia: Óscar Berger / Q293194